# Siège de Caen (1450)
Pour les articles homonymes, voir Siège ou bataille de Caen.
Guerre de Cent Ans
Batailles
Le siège de Caen de 1450 est l'un des dernier épisode de la guerre de Cent Ans dans le recouvrement de la Normandie par le royaume de France.

## Contexte
Avec la reprise des hostilités entre Français et Anglais en 1449, dans le cadre du recouvrement de la Normandie par les français, et la prise de Rouen en octobre de cette année, le duc de Somerset, après sa reddition, avait pu se retirer à Caen avec la garnison rouennaise. Celui-ci s'y enferme, dans l'attente de renforts promis par Henri VI à son lieutenant-général. Occupée par les Anglais depuis 1417, Caen qui était l'un des principaux points d'appui anglais sur le continent avait vu ses fortifications restaurées et complétées,.
Le 15 mars 1450, un corps expéditionnaire de 3 500 soldats commandé par Thomas Kyriell débarque à Cherbourg avec pour objectif de rejoindre les troupes anglaises regroupées à Caen et à Falaise où s'est retranché John Talbot et ainsi constituer une force en mesure de battre les français lors d'une bataille rangée. Côté français, ceux-ci devaient empêcher à tous pris cette jonction. Le 15 avril 1450, les deux armées livrent bataille à Formigny à l'issue de laquelle, bien que deux fois supérieur en nombre, les Anglais sont battus.

## Préparatifs

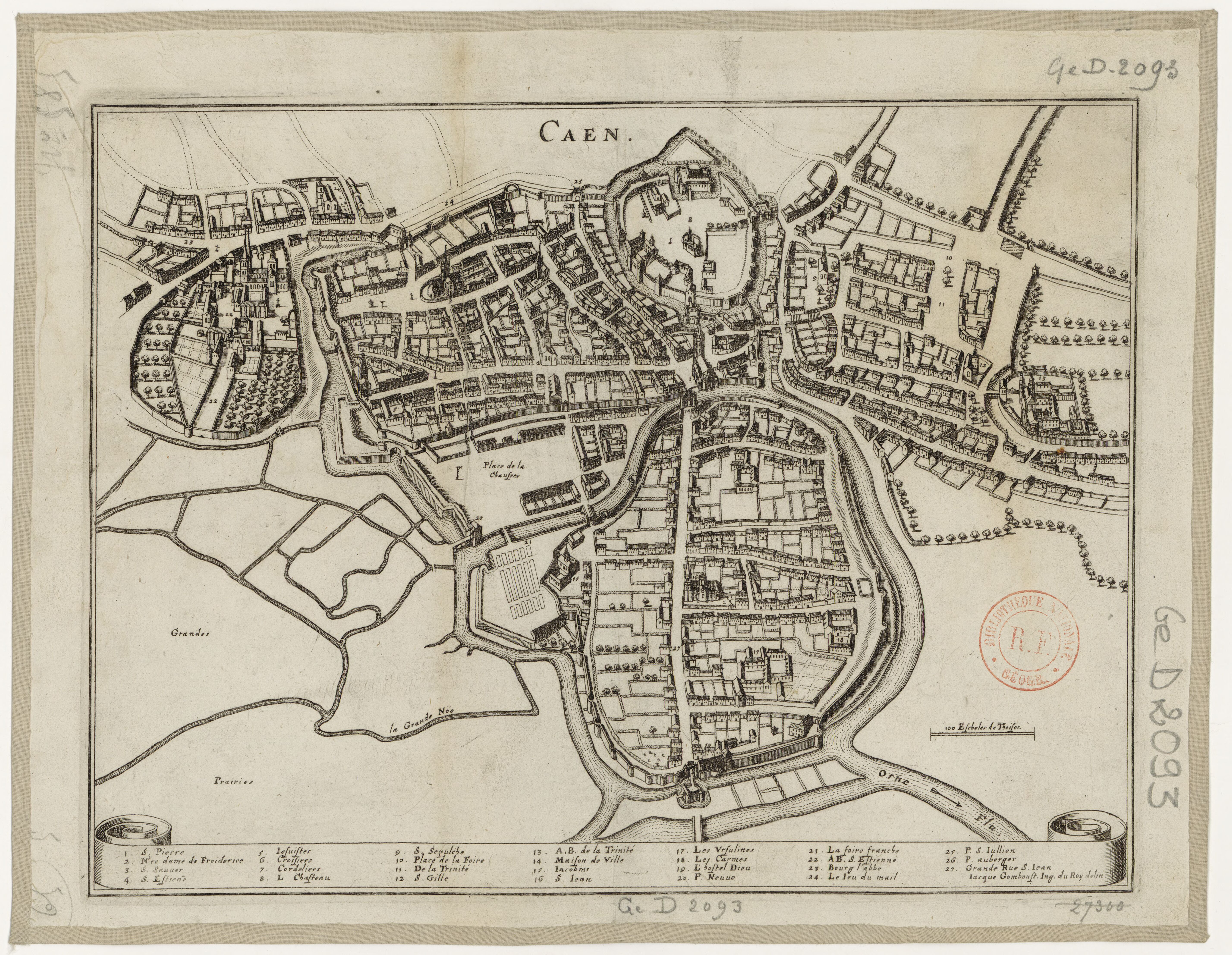
Plan en perspective cavalière de Caen, au début du XVIIe siècle, par Jacques Gomboust.

Les restes de l'armée anglaise se réfugient à Caen, où affluent également les garnisons des dernières places fortes normandes, à l'exception de Cherbourg. Selon l'historien Victor-René Hunger, entre 3 000 et 4 000 Anglais sont présents à Caen avant le début du siège.
Somerset s'attache à renforcer les défenses de Caen et fait notamment incendier et raser une partie du Bourg-l'Abbé — autour de l'abbaye aux Hommes, à l'entrée ouest de Caen — et abattre le pont Frileux, qui traverse l'Orne à la sortie sud de la ville, en direction de Rouen et Paris.
Côté français, Jean de Dunois et Arthur de Richemont, connétable de France, organisent le siège et rassemblent autour de Caen d'importantes forces, accompagnées de la puissante artillerie des frères Gaspard et Jean Bureau. Le 5 juin, Richemont et Clermont s'établissent aux alentours de l'abbaye aux Hommes avec environ 8 200 hommes, tandis que Dunois, bientôt rejoint par Charles VII et 600 archers, massait ses 5 000 hommes à proximité du faubourg de Vaucelles, sur la rive droite de l'Orne. Une troisième force se positionne sur les hauteurs autour de l'abbaye aux Dames, au nord-est de la ville, et une quatrième sur celles au nord de la ville, dominant le château. En y ajoutant les artilleurs, sapeurs et charpentiers utiles au siège, Victor-René Hunger estime le nombre d'assiégeants à 20 000 hommes, dont 15 000 combattants.
Pour pallier la destruction du pont Frileux et assurer la communication entre les deux rives de l'Orne, un pont de bois est jeté en amont de Caen, probablement entre les villages de Louvigny et Allemagne (aujourd'hui Fleury-sur-Orne).

## Déroulement

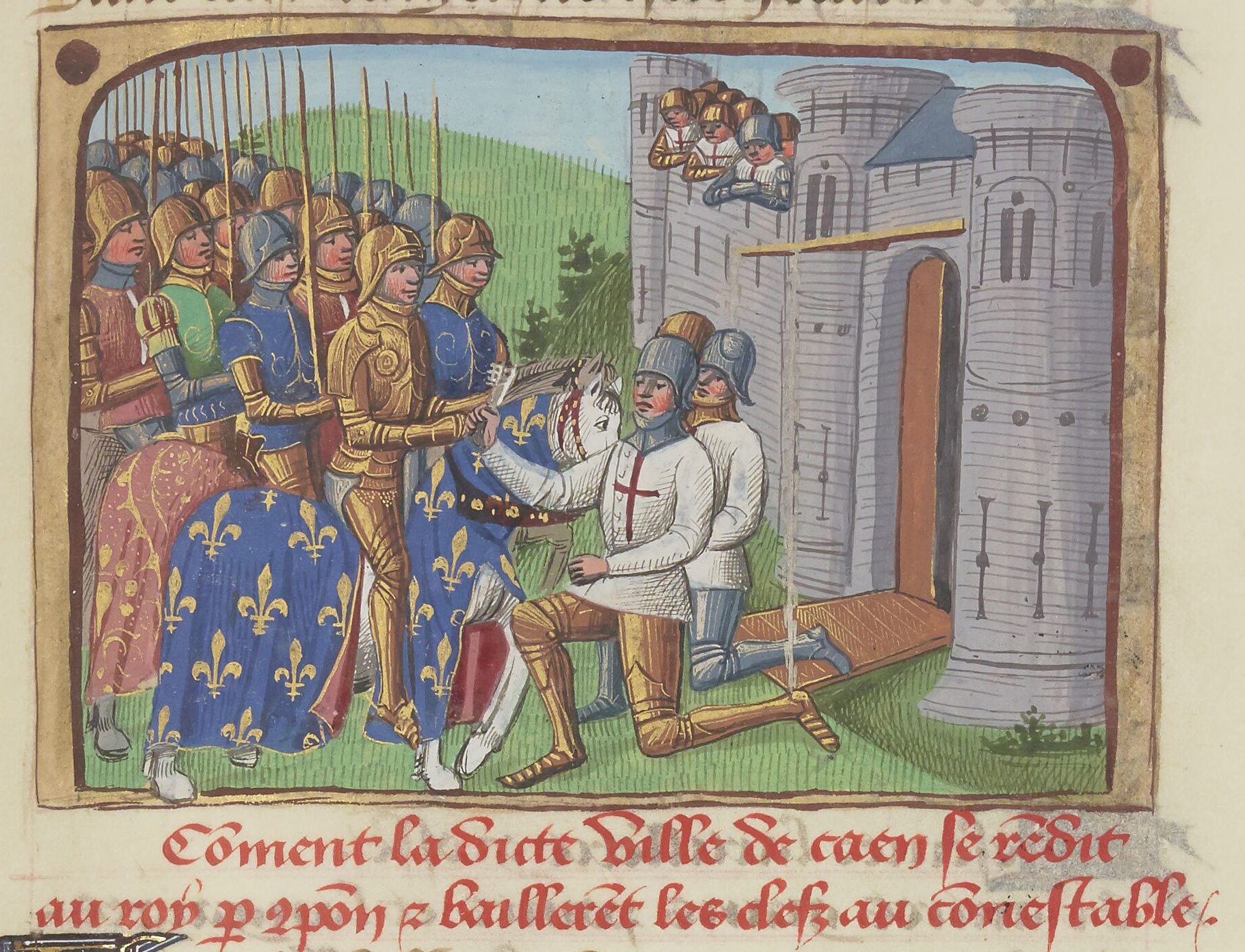
Comment ladite ville de Caen se rendit au roi, Les Vigiles de la mort de Charles VII, Martial d'Auvergne, v. 1483.

Dès le 5 juin, Richemont attaque le boulevard de la porte de Bayeux (actuelle place Saint-Martin) mais ne parvient pas à s'y établir. Au sud, Dunois attaque la bastille de la porte Milet. Durant les jours suivants, les troupes de Richemont s'attachent à saper les remparts au nord-ouest de l'enceinte (depuis l'actuelle place Fontette jusqu'à la place Saint-Martin) et parviennent à faire effondrer plusieurs pans de mur, dont la grosse tour d'angle.
Souhaitant se préserver l'opinion des bourgeois de Caen et, selon Robert Blondel, pour protéger la ville qu'il trouva fort riche et belle de la destruction, Charles VII interdit l'assaut par ses troupes, préférant attendre la reddition anglaise. L'effet des bombardements et sapes sur les murailles de Caen assurait Somerset de la victoire française et, le 20 juin, celui-ci demanda à entrer en négociation. Le traité de reddition est signé le 24 : si le 1er juillet à midi les Anglais n'avaient reçu aucun secours, ceux-ci devraient se rendre aux Français et leur livrer la ville ; les Anglais et leurs partisans seraient libres de partir en Angleterre ou dans les places qu'ils occupaient encore sur le continent. Le jour dit, le duc de Somerset remet à Richemont les clefs de la ville et, avec la plupart des Anglais, il est escorté jusqu'à Ouistreham où ils s'embarquent les jours suivants pour l'Angleterre.

## Conséquences
Avant même la reddition de la ville, Charles VII accorde aux Caennais une absolution générale et leur garantissait le maintien de leurs privilèges et franchises. Il fait son entrée solennelle à Caen le 6 juillet, entouré des grands capitaines qui avaient assiégé la ville, à l'exception de Richemont, retenu à Ouistreham pour surveiller le départ des Anglais.
La perte de Caen scelle le sort de la Normandie anglaise, dont la dernière position, Cherbourg, se rend le 12 août 1450.
Le siège de Caen est représenté dans Les Vigiles de la mort de Charles VII, par Martial d'Auvergne, un manuscrit conservé à la Bibliothèque nationale de France. On peut voir la porte de la ville protégée par une avancée palissadée en bois.